# Pokabius castellopes
Pokabius castellopes är en mångfotingart som först beskrevs av Chamberlin 1903.  Pokabius castellopes ingår i släktet Pokabius och familjen stenkrypare. Inga underarter finns listade i Catalogue of Life.